# Hooggerechtshof van Karnataka

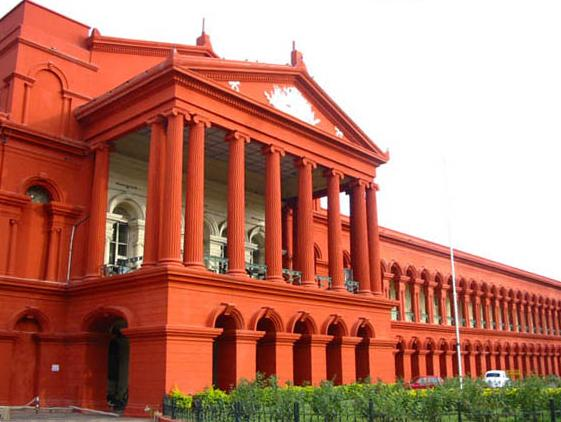
Attara Kacheri

Het Hooggerechtshof van Karnataka oftewel Attara Kacheri is de zetel van het opperste gerecht van de Indiase deelstaat Karnataka. Het is gevestigd in Bangalore, de hoofdstad van Karnataka.
Onder het bewind van de Britten werd de hoofdstad van het Koninkrijk Mysore verplaatst van de stad Mysore naar Bangalore. Luitenant-generaal Mark Cubbon voerde van 1834 tot 1860 het bevel over Mysore en voerde grote hervormingen door. Het gerechtsgebouw werd uiteindelijk in 1881 in gebruik genomen.
De naam Attara Kacheri betekent "De Achttien Departementen". Het is een neoclassicistisch gebouw, opgetrokken in rode steen en heeft twee verdiepingen. Het gebouw ligt in het Cubbon Park, tegenover de Vidhana Soudha. Hier zetelt de wetgevende macht van Karnataka. Dit gebouw is geheel wit, hetgeen contrasteert met het rode Attara Kacheri.